# Valentina Leskaj

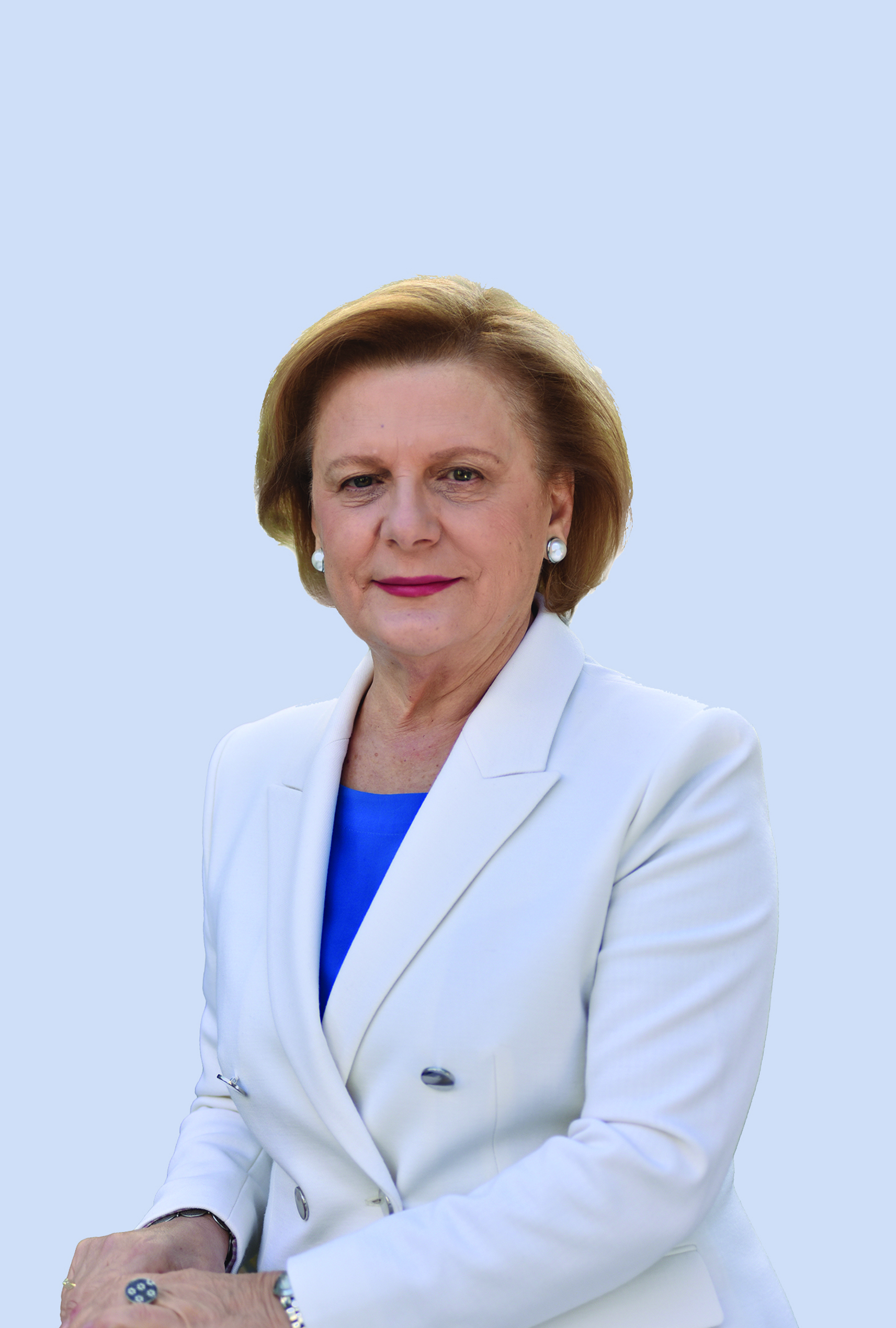
Valentina Leskaj

Valentina Leskaj (* 1. November 1948 in Tepelena, Albanien) ist eine albanische Politikerin und Mitglied der Sozialistischen Partei Albaniens. Sie entschied sich im April 2017, bei der Parlamentswahl im Juni 2017 nicht mehr anzutreten und ihre 16-jährige Parlamentsarbeit zu beenden.
Valentina Leskaj ist eine engagierte Friedenspolitikerin, Frauenrechtlerin und Europapolitikerin. So war sie zwischen 2015 und 2017 Vize-Präsidentin der Parlamentarischen Versammlung des Europarates und seit 1994 stellvertretende Präsidentin und Mitbegründerin des UNESCO-Zentrums für Frauen und Frieden in den Balkanländern.

## Leben

### Wirtschaftsprofessorin, Frauenrechtlerin, Friedens- und Europapolitikerin
Valentina Leskaj studierte an der Wirtschaftsfakultät der Universität Tirana Wirtschaftspolitik und absolvierte ein postgraduales Studium an der Rutgers University in New Jersey.
Bis zum Sturz des diktatorischen Regimes in Albanien 1990/1991 war sie Professorin an der Wirtschaftsfakultät, wo sie selber studiert hatte.
Als Albanien in den 1990er Jahren sich politisch, gesellschaftlich und wirtschaftlich zu transformieren versuchte, war Leskaj in der Frauenrechtsarbeit engagiert. Zusammen mit anderen Politikerinnen und Aktivistinnen aus dem Balkan begründete sie im Jahr 1994 das UNESCO-Zentrum für Frauen und Frieden in den Balkanländern in der griechischen Stadt Thessaloniki. Seitdem ist sie stellvertretende Präsidentin dieser Organisation.
Zwischen 1995 und 2002 führte sie das Zentrum für Bevölkerung und Entwicklung (Qendra për Popullsinë dhe Zhvillimin) in Tirana, eine Nichtregierungsorganisation, die unter anderem für Frauenrechte in Albanien eintritt.
Von 1997 bis 2002 leitete sie zeitgleich das Forum der Nichtregierungsorganisationen Albaniens.

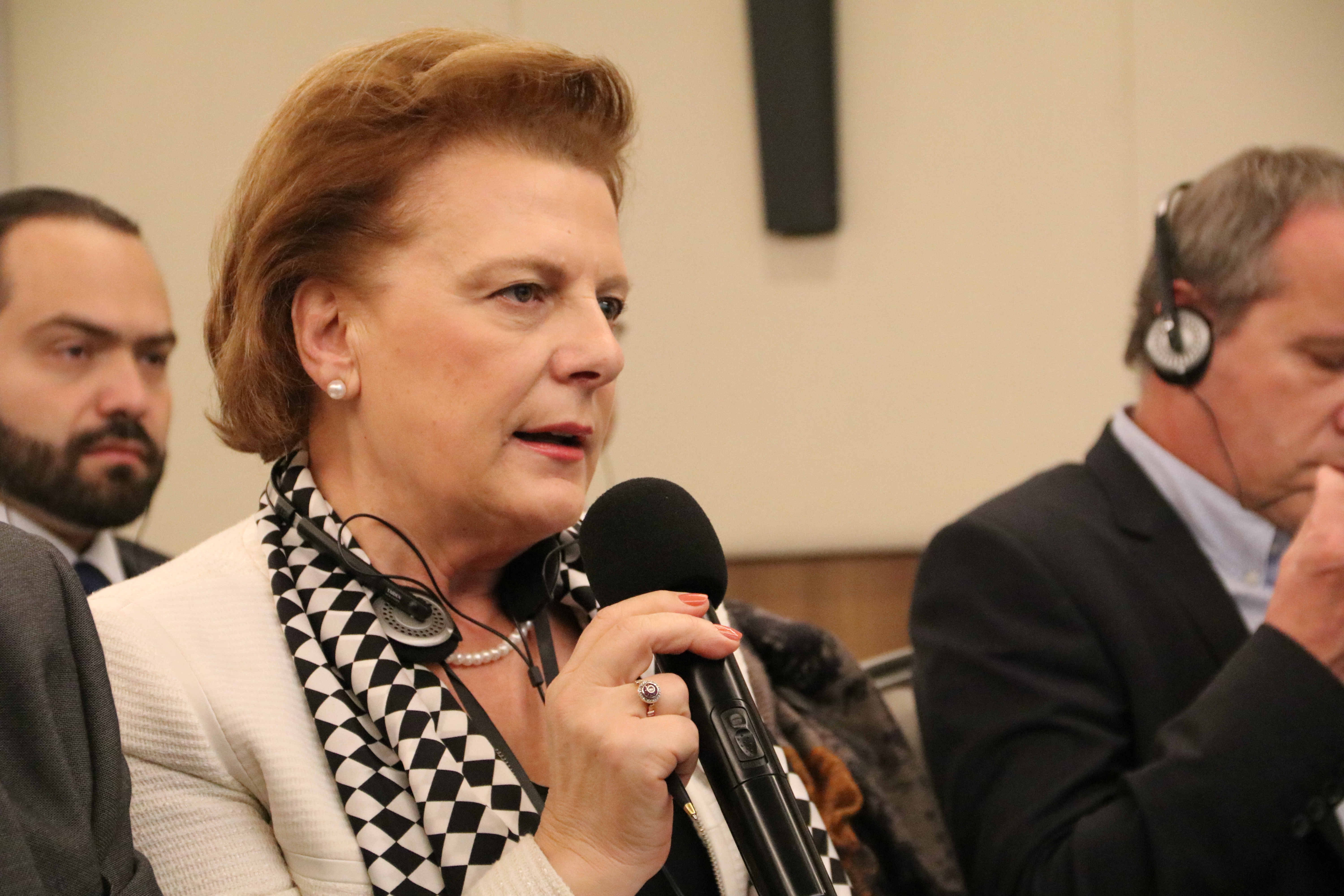
Valentina Leskaj als Vize-Präsidentin der Parlamentarischen Versammlung des Europarates anlässlich einer Veranstaltung in Chișinău, Moldawien, im Oktober 2016

Von 2013 bis 2017 war sie Mitglied und Präsidentin der albanischen Delegation in der Parlamentarischen Versammlung des Europarates, von 2015 an war sie auch Vize-Präsidentin dieser Versammlung.

### Parlamentsarbeit, Ministerin und Aktivitäten in der Sozialistischen Partei
Erstmals trat Valentina Leskaj im Jahr 2001 auf der politischen Bühne auf. In jenem Jahr wurde sie als Abgeordnete der Sozialistischen Partei Albaniens für den Qark Vlora ins albanische Parlament, dem Kuvendi i Shqipërisë, gewählt. In den folgenden Parlamentswahlen 2005, 2009 und 2013 wurde sie jeweils wiedergewählt. Somit war sie Parlamentsmitglied der Legislaturperioden V, VI, VII und VIII. Am 29. April 2017 erklärte Leskaj vor Medienvertretern, dass sie für eine fünfte Legislaturperiode nicht erneut kandidieren werde. Jedoch wolle sie weiterhin in der Sozialistischen Partei aktiv sein.
2002 wurde Valentina Leskaj vom damaligen Ministerpräsidenten Fatos Nano (PS) in die Regierung geholt: Bis 2004 war sie Ministerin für Arbeit und Sozialfragen. Anschließend leitete sie im Jahr 2004 die Parlamentskommission für Arbeit und Sozialfragen und diejenige für europäische Integration. Danach folgte zwischen 2005 und 2009 – während des demokratischen Kabinetts Berisha I – die Leitung der Parlamentskommission für Bildung und Medien.
Valentina Leskaj gehörte seit jeher zu den Führungsfiguren der Sozialistischen Partei. So war sie zwischen 2007 und 2009 Fraktionspräsidentin der Sozialisten. 2015 wurde sie auch zur stellvertretenden Parlamentspräsidentin gewählt. Dieses Amt teilte sie mit Shpëtim Idrizi (PDIU) und Edmond Spaho (PD), während Ilir Meta (LSI) Parlamentspräsident war. Als Ilir Meta im April 2017 zum Staatspräsidenten gewählt wurde, leitete Valentina Leskaj als stellvertretende Parlamentspräsidentin die außerordentliche Plenarsitzung zur Präsidentschaftswahl. In einigen Kreisen galt auch Valentina Leskaj als mögliche Kandidatin für das Amt des Staatsoberhaupts.